# أليكساندر دي فريتاس
أليكساندر دي فريتاس هو لاعب كرة قدم برازيلي وسويسري في مركز ظهير، ولد في 16 يوليو 1976 في البرازيل. لعب مع دارمشتات 98 ونادي آراو.